# 英格蘭女子足球全國聯賽
英格蘭女子足球全國聯賽（英語：FA Women's National League），前稱英格蘭足球總會女子超級聯賽（FA Women's Premier League）是英格蘭女子足球的第三級別競賽，於1992/93年球季開始由英格蘭足球總會營運，共有36支球隊分別在三個級別中角逐。其領導地由在2011年成立的英格蘭足球總會女子超級聯賽取代。
2010/11年球季開始，國家組由12隊縮減為8隊，而北區組及南區組各由12隊縮減為10隊，合共有28隊。

## 結構
英格蘭女子超級聯賽以金字塔形式組成，在頂層的是「英格蘭足球總會女子國家組超級聯賽」（FA Women's Premier League National Division），其下是兩個平行的「英格蘭足球總會女子北區組超級聯賽」（FA Women's Premier League Northern Division）及「英格蘭足球總會女子南區組超級聯賽」（FA Women's Premier League Southern Division），「北區組」及「南區組」的冠軍可以升級到「國家組」。「女子超級聯賽」（Women's Premiership）或「女士超級聯賽」（Ladies Premiership） 通常是單指「國家組超級聯賽」。
在這三個頂級聯賽之下是四個「混合聯賽」（Combination leagues）： 「西南混合女子足球聯賽」（South West Combination Women's Football League）、「東南混合女子足球聯賽」（South East Combination Women's Football League）、「中部混合女子足球聯賽」（Midland Combination Women's Football League）及「北部組混合女子足球聯賽」（Northern Combination Women's Football League）。

## 榮譽榜
以下只包括女子足球超級聯賽成立以後球隊所獲得的榮譽；足總盃於1970年成立、聯賽盃於1991年成立及社區盾，前稱慈善賽（Charity Match）或慈善盾（Charity Shield），於2000年成立。
| 年度        | 國家組   | 北區組     | 南區組           | 足總盃   | 聯賽盃     | 社區盾            |
| ----------- | -------- | ---------- | ---------------- | -------- | ---------- | ----------------- |
| 1992-93年   | 阿仙奴   |            |                  | 阿仙奴   | 阿仙奴     |                   |
| 1993-94年   | 唐卡士打 | 狼隊       | 布罗姆利区       | 唐卡士打 | 阿仙奴     |                   |
| 1994-95年   | 阿仙奴   | 阿士東維拉 | 梅德斯通雌虎     | 阿仙奴   | 溫布頓     |                   |
| 1995-96年   | 克羅伊登 | 燦美爾     | 修咸頓聖徒       | 克羅伊登 | 溫布萊     |                   |
| 1996-97年   | 阿仙奴   | 巴拉福特   | 伯克汉斯特德     | 米禾爾   | 米禾爾     |                   |
| 1997-98年   | 愛華頓   | 伊肯斯顿城 | 修咸頓聖徒       | 阿仙奴   | 阿仙奴     |                   |
| 1998-99年   | 克羅伊登 | 阿士東維拉 | 雷丁皇家         | 阿仙奴   | 阿仙奴     |                   |
| 1999-2000年 | 克羅伊登 | 新特蘭     | 巴里镇           | 克羅伊登 | 阿仙奴     | 阿仙奴、克羅伊登* |
| 2000-01年   | 阿仙奴   | 列斯聯     | 白禮頓           | 阿仙奴   | 阿仙奴     | 阿仙奴            |
| 2001-02年   | 阿仙奴   | 伯明翰城   | 富咸             | 富咸     | 富咸       | 富咸              |
| 2002-03年   | 富咸     | 阿士東維拉 | 布里斯托體育學院 | 富咸     | 富咸       | 富咸              |
| 2003-04年   | 阿仙奴   | 利物浦     | 布里斯托城       | 阿仙奴   | 查爾頓     | 查爾頓            |
| 2004-05年   | 阿仙奴   | 新特蘭     | 車路士           | 查爾頓   | 阿仙奴     | 阿仙奴            |
| 2005-06年   | 阿仙奴   | 布力般流浪 | 卡迪夫城         | 阿仙奴   | 查爾頓     | 阿仙奴            |
| 2006-07年   | 阿仙奴   | 利物浦     | 屈福特           | 阿仙奴   | 阿仙奴     | 沒有舉行          |
| 2007-08年   | 阿仙奴   | 諾定咸森林 | 富咸             | 阿仙奴   | 愛華頓     | 阿仙奴            |
| 2008-09年   | 阿仙奴   | 新特蘭     | 米禾爾雌獅       | 阿仙奴   | 阿仙奴     | 沒有舉行          |
| 2009-10年   | 阿仙奴   | 利物浦     | 班列特           | 愛華頓   | 列斯卡內基 | 沒有舉行          |

(*)併列冠軍。
克羅伊登女子足球會（Croydon W.F.C）在2000年夏季更名查尔顿竞技女子足球俱乐部，並在2000/01年球季開始以新名稱角逐；列斯聯女子足球會於2008/09年球季更名列斯卡內基女子足球會（Leeds Carnegie L.F.C.），但自2010/11年球季恢復原名參賽。

## 贊助
- AXA（直到2004年）
- Nationwide Building Society（2004-2007年）
- 特易購（Tesco，2007-現在）

## 外部連結
- The Football Association - Women's Premier League official site （页面存档备份，存于）
- femaleSOCCER.net - Girls and women's football including England Women's Premier League （页面存档备份，存于）
- Records of winners （页面存档备份，存于）